# Xanthorhoe maoriaria
Xanthorhoe maoriaria är en fjärilsart som beskrevs av Hudson 1939. Xanthorhoe maoriaria ingår i släktet Xanthorhoe och familjen mätare. Inga underarter finns listade i Catalogue of Life.